# Hemisemidalis hreblayi
Hemisemidalis hreblayi är en insektsart som beskrevs av György Sziráki 1999. Hemisemidalis hreblayi ingår i släktet Hemisemidalis och familjen vaxsländor. Inga underarter finns listade i Catalogue of Life.